# Palau Castell d'Aielo de Malferit
El Palau Castell d'Aielo de Malferit es troba a la vila vella d'Aielo de Malferit (Vall d'Albaida, País Valencià). Reformat al segle xviii amb una superfície total de 971,29 m², està organitzat al voltant d'un pati central al qual donen tres ales de l'edifici, a l'est, nord i sud, i una tàpia situada al cantó sud-oest. Va pertànyer al Marquès de Malferit.
Els orígens de l'edifici podrien trobar-se al segle xv, amb una doble utilitat, residencial i defensiva. Des de la seua construcció, el palau ha patit nombroses reformes. Aquella realitzada al segle xviii hi afectà significativament a l'estructura, transformant-lo en un palau al gust de l'època. Després de la seua recent rehabilitació, es convertí en la seu de l'Ajuntament.